# Palicourea brachyloba
Palicourea brachyloba är en måreväxtart som först beskrevs av Johannes Müller Argoviensis, och fick sitt nu gällande namn av Boudewijn Karel Boom. Palicourea brachyloba ingår i släktet Palicourea och familjen måreväxter. Inga underarter finns listade i Catalogue of Life.